# Iceweasel
Iceweasel（アイスウィーズル）とは、ウェブブラウザ。またはその開発プロジェクト。Mozilla Firefoxとほぼ同一のものであるが、商標の関係により同プロジェクトから独立したもの。
Debianによるものと、GNUプロジェクトによるもの（GNU IceWeasel）が存在したが、現在ではGNU IceWeaselはGNU IceCatに名称変更されている。
Iceweaselは、英語で「氷のイタチ」を意味する。

## 背景
発端は、2006年2月にMozilla CorporationのMike ConnorがDebian Projectに登録した書き込み。その中でMike Connorが通達してきたのはおおよそ次のようなことである。
- Firefoxの商標を使うのであれば、Firefoxの公式のロゴとアートワークを使用しなければならない
- Firefoxのビルドオプションを変更するにはMozilla Foundationから承認を得なければならない
- Firefoxのソースコードに変更を加えるなら、その差分パッチを必要な理由と共にMozilla Foundationに提出しなければならない
- 古いFirefoxに新しいFirefoxのソースコードを移植するDebian Projectのメンテナンス手法は受け入れられない

それまでDebian ProjectはFirefoxのロゴを、非公式のロゴに差し替えた上で提供していた。これは公式のロゴのライセンスがDebian Projectの方針と合致しなかったためである。また、Debian OSはリリース後に提供ソフトウェアのバージョンを上げず、問題が発覚した場合はソースコードに最小限の修正を加える形のメンテナンスが行われる。Debian Projectが提供していたFirefoxに対しても同様のメンテナンスが行なわれていた。
討論の結果、Debian ProjectはFirefoxの商標を使用しないことを選択し、Iceweaselという名称を新しく作成した。Iceweaselという名称は、2004年にも同様の問題が浮上し、Mozilla FoundationとDebian Projectの間で話し合いをした結果、Mozilla Trademark Policyに追加されることとなった項目名から取られたものである。なお、同項目名は草案の段階で消えてしまったので、正式なMozilla Trademark Policyの中には存在しない。
Debian Projectとしては、Firefoxの商標を使用し、「non-free」と呼ばれる非公式サービスの中でFirefoxを提供するという選択肢もあった。しかしnon-freeサービスはセキュリティサポートの対象外であり、エンドユーザーにとって大きなデメリットが発生することになる。それに加えて、商標の利用はあくまでDebian Projectにのみ認められるものなので、第三者が再配布する際にある種の制限が発生することになり、これもまたDebian Projectの方針と合致しない。
Debian 4.0（etch）からFirefoxの代替としてIceweaselの提供を開始した。なお、同様の問題は、Mozilla Thunderbird、Mozilla Sunbird にもあるため、それぞれ「Icedove（アイス ダブ = 氷の鳩）」「Iceowl（アイス アウル = 氷の梟）」という別名が新たに作成された。Mozilla Foundation と直接関係はないが SeaMonkey にも Iceape（アイス エイプ = 氷の猿）という別名が用意された。
2010年2月にIceweaselのメンテナーであり、FirefoxのコミッターでもあるMike Hommeyは、Firefoxの公式のロゴがDebian Projectの方針と合致するライセンスに変更されていることを見つけた。しかし依然として商標による制限が残っているため、Mike Hommeyはそれを解決するための要望書をMozilla Foundationに提出した。
2016年2月にMozilla Corporationの社員であり、Debian開発者でもあるSylvestre Ledruによって、名称をFirefoxに戻すリクエスト（バグ管理システム上のバグ）が登録された。この内容はおおよそ次のようなものである。
- FirefoxのロゴはDebian Projectの方針と合致したライセンスに変更されている
- Debianが適用しているパッチは製品に悪影響を与えないものであることを確認し、今後もパッケージャを信頼する
- バージョンを上げないメンテナンス方法から、バージョンを上げるメンテナンス方法に変更されている
- Iceweaselに改名する発端となった問題はすべて解決を見たので、名称をFirefoxに戻す

その後、2016年3月11日にfirefox-esrに改名された初めてのバージョン45.0esr-1がアップロードされた。